# 일광화상
일광화상(日光火傷)은 자외선을 피부에 받는 것으로, 피부가 붉게 염증을 일으키는 급성증상(선번 sunburn)과 멜라닌 색소가 피부 표면에 침착하는 것(선 태닝 sun tanning)이다.

## 일광화상의 발생과 증상
일광화상은 통상 햇빛(드물게 자외선 인공 등)의 과잉 조사의 결과로서 발생해, 조사된 자외선이 멜라닌의 보호 능력을 넘고 있을 때 일어난다.
멜라닌의 성분량은 개인차가 있지만, 일반적으로, 보다 거무스름한 피부의 사람들은 살갗이 흼의 사람보다 많은 멜라닌을 가지고 있어 이것은 거무스름한 피부의 사람은 일광화상이 하기 어려운 것을 의미하고 있다.
자외선은 UVA(장파장 자외선), UVB(중파장 자외선), 및 UVC(단파장 자외선)로 나눌 수 있다.
지구의 대기중의 오존을 투과하는 동안에는 얼마인가의 자외선이 제거되어 UVC는 대기에 의해서 거의 완전하게 제거되지만, 15분 미만으로 일광화상이 생기는 정도의 UVA와 UVB는 충분히 남아 있다. 이전에는 UVB만이 피부암의 원인이 된다고 생각되고 있었지만, UVA와 UVB 양쪽 모두가 피부암을 유발한다.
일광화상현상에는 2종류가 있다. 자외선에 해당한 직후에는 발병하지 않고, 2~6시간 후 가죽이 붉어져, 아픔은 6~48시간의 뒤에 가장 심해지는 선번(sunburn)과 24~72시간의 사이, 색소 침착이 진행하는 선탠(suntan)이다. 일광화상이 일어난 3~8일 후에, 피부가 박리하기 시작한다.
선번은 자외선 UVB가 표피를 투과해, 진피 유두체까지 달한 결과, 직접적 DNA 손상이 주된 요인이 되어 유두 체내의 모세혈관이 염증 반응으로서 충혈을 일으켜, 피부의 색이 붉어진 상태를 가리킨다. 그때, 자외선량이 멜라닌 색소의 방어 반응을 넘고 있으면, 세포 조직이 상처를 받아 염증의 정보 전달 물질인 다양한 염증 메디에이타나 사이토카인이 세균이 고분자물질을 생합성하는되어 발열이나 수포, 아픔이 일어난다. 의학적으로는 이것을 일광피부염이라고 한다.
선탠은 자외선 UVA가 메라노사이트에 제의해 멜라닌 색소의 생성을 재촉한다. 멜라닌 색소를 많이 포함한 표피 세포가 기저층으로부터 각질층에 이를 때까지 신진대사에 의한 시간의 엇갈림이 있기 때문에, 자외선을 받고 나서 당분간 다음에 피부가 거무스름하게 변색하는 것은 이 때문이다. UVA는 발적이나 염증을 수반하는 일은 없지만, 진피의 심부까지 도달해 주름, 타르미의 원인이 된다.
일광화상은 화상 심도 I~II도의 화상이며, 장해 부위에 아픔과 가려움감, 부종, 적변, 피부 박리, 발진, 강한 작열감이라는 증상을 일으켜, 그 외 전신 증상으로서 구토 및 발열이라는 증상을 나타낸다. 일반적으로 화상 면적이 넓기 때문에, 화상 심도에 비해서는 증상이 중독인 물건이 되어, 극단적인 일광화상에서는 신체는 쇠약해, 입원을 필요로 하는 경우도 있다.

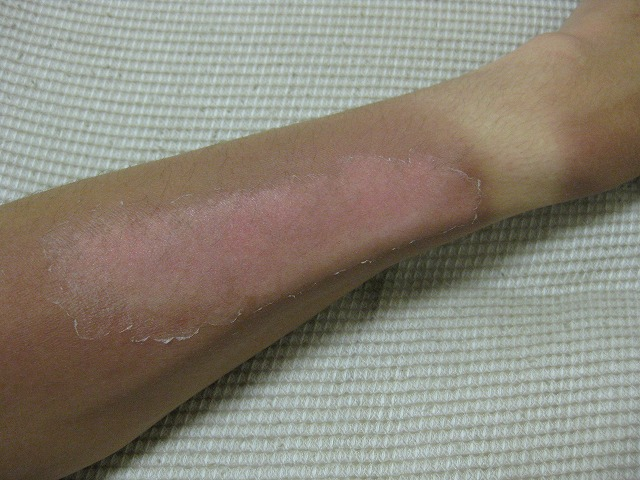
일광화상에 의해 표피가 박리되어 가고 있는 상태. 햇볕에 그을린 부분과 그렇지 않은 부분의 피부의 색이 크게 차이가 난다.

## 치료
중증의 경우의 제일 선택은 부신피질 스테로이드 호르몬 외용이지만, 효과는 지극히 한정적으로 되어 있다. 염증의 침정화와 동통의 완화에는 비스테로이드계항염증약이 유효하다. 덧붙여 스테로이드의 전신 투여의 유효성에는 의문을 나타내는 견해가 있다.
경도의 경우는 냉수 습포나 보습제도 효과가 있지만, 피부에 자극을 줄 우려가 있는 마취약이나 향료가 포함되지 않은 것을 선택한다.

## 일광화상에 의한 위험
일광화상의 위험성으로서 지적되는 것이 피부암의 위험증가이다. 이는 자외선이 직접 DNA을 손상하는 것에 의하는 것이다. 통상의 경우, 이러한 손상은 대부분이 수선된다. 그러나, 색소성 건피증과 같이 수복 기능이 결손하는 경우에서는 자외선 폭로에 의한 피부암이 지극히 일어나기 쉬운 것이 알려져 있다.
북유럽과 같은 고위도 지역에서는 유아의 사이에 비타민 D 부족에 의한 곱사병이 발생하는 일이 있었다. 현재는 백인의 사이에 곱사병의 발생은 드물게 되어 있지만, 피부색이 진한 인도계나 아프리카계의 사람들이 영국 등의 고위도 지역에 이주했을 경우, 비타민 D 결핍증을 발병하는 것이 많아, 영국에서는 남부아시아나 아프리카계의 이민의 아이의 사이에 곱사병의 다발이 문제가 되고 있다.
근년, 일본이 많은 학자나 의사는 의학적으로도 「자외선에는 맞지 않는 편이 좋다」라는 것이 실증되고 있다고 하여, 일광화상에 대해서(천연, 인공, 묻지 않고) 스며들고 주근깨를 늘려, 피부를 노화시켜 피부암이나 백내장을 발증, 유발해 피부의 면역력까지도 저하시키는 행위로서 치료 이외의 사용을 부정하고 있다. 패션, 정신적으로 선탠을 실시하는 경우도, 자외선 차단제의 사용을 추천하고 있다. 한국과 일본에서는 일조 부족에 의한 비타민 D 결핍증은 드물고, 일상생활에서의 몇 안 되는 자외선과 식생활로 비타민 D를 충분히 생성할 수 있다.
덧붙여 사람에게는 오전 10시부터 오후 3시의 햇빛에서, 적어도 주에 2회, 5분부터 30분간, 자외선 차단제 크림 없이, 얼굴, 수족, 등에의 일광욕으로 충분한 양의 비타민 D가 체내에서 생합성 된다고 여겨지고 있다.

2004년의 10만 명마다 피부암에 의한 사망자수(연령 표준화가 끝난 상태)
자료 없음
0.7 이하
0.7-1.4
1.4-2.1
2.1-2.8
2.8-3.5
3.5-4.2
4.2-4.9
4.9-5.6
5.6-6.3
6.3-7
7-7.7
7.7 이상

근년, CFC(염화불화탄소: 프레온의 일종)에 의한 오존층의 파괴에 의한 일광화상의 발생과 그 심각한 문제가 세계적으로, 특히 남반구에 증대하고 있어, 오존층 파괴와 주기적인 오존홀의 발생이 자외선을 위험할 만큼에 높은 레벨까지 투과하는 것이 염려되고 있다.

### 피부암발생위험
자외선을 받는 것(천연, 인공, 묻지 않고)이 피부를 노화시키거나 피부암이나 백내장을 발증, 유발한다고 지적되고 있다.

치민2량체의 생성에 의한 DNA 손상

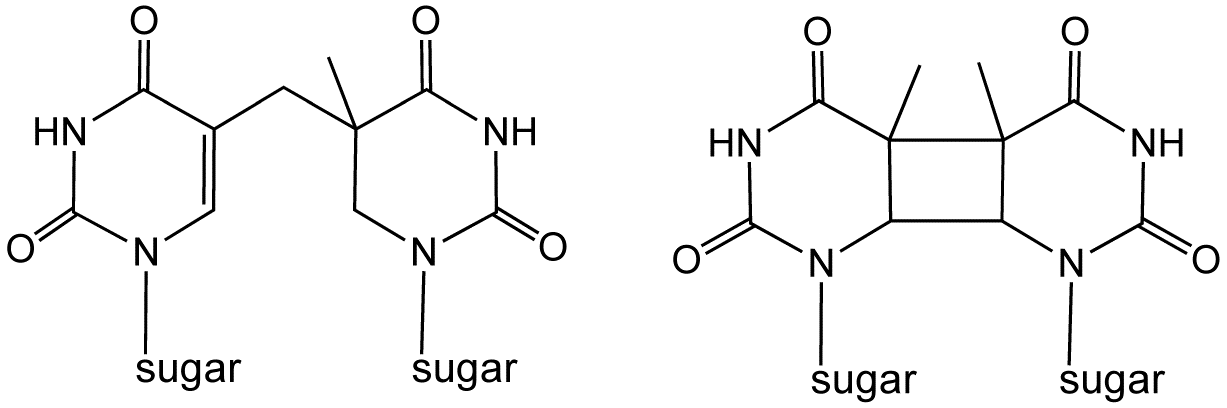
치민의 코오지량체. 좌: 포자의 광생성물. 우: 시클로 부탄 필리미진2량체

자외선중 UVB는 피부암을 일으킨다. 생물의 DNA는 흡수스펙트럼이 250nm 부근에 존재하고 있어, 자외선이 조사되면 피부 등의 세포중의 DNA를 구성하는 분자는 들뜬 상태가 된다. 이 DNA 분자의 여기는 DNA 나선을 구성하는 「사다리」를 떼어내, 인접하는 염기로, 티민 - 티민, 사이토신 - 사이토신 등의 이합체를 형성한다. 이것의 이합체는 통상 생성하지 않고, DNA 배열의 혼란, 복제의 중단, 갭의 생성, 복제의 미스를 발생시킨다. 이는 암 등의 돌연변이를 일으킨다.
자외선에 의한 돌연변이는 박테리아에서 간단하게 관찰된다. 이는 지구 환경 문제로 오존홀이나 오존층의 파괴가 염려되는 이유의 하나이다.
DNA 분자의 손상은 1일 1세포 근처 최대 50만 회 정도 발생하는 것이 알려져 있어 그 원인은 정상적인 대사 활동에 수반하는 것(DNA 중합효소에 의한 DNA 복제 미스)와 환경요인에 의하는 것(자외선 등)이 있다. 각각 대응해, DNA 수선에는 정상적으로 일하고 있는 것과 환경요인 등에 의해서 야기되는 것이 있다.
DNA 수복 속도의 세포의 가령에 수반하는 저하나, 환경요인의 밤 DNA 분자의 손상 증대에 의해 DNA 수복이 DNA 손상의 발생을 따라잡지 못하게 되면,
- 노화(세포 노화)로 불리는 불가역인 휴면 상태에 빠진다
- 아포토시스 혹은 세포정서성사망으로 불리는 세포의 자살이 일어난다
- 암화

의 몇 개의 운명을 거치게 된다.
덧붙여 피부암은 미국의 전암발생 비율에서는 남성으로 5%, 여성으로 4%를 차지하고 있다. 전암사망 비율에서는 이 비율은 한층 더 낮아진다.

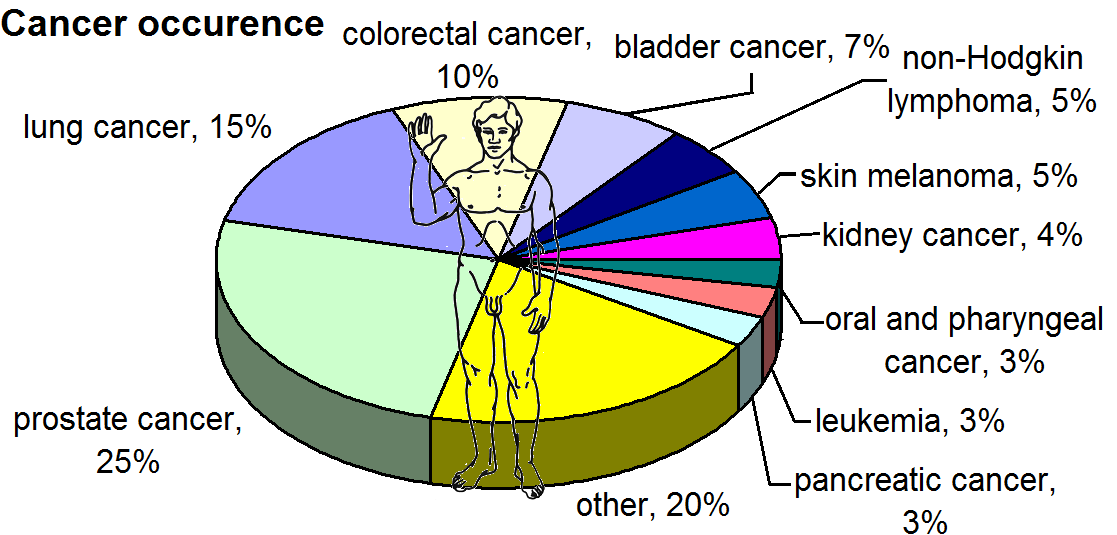
암발생비율(남성, 미국, 2008)
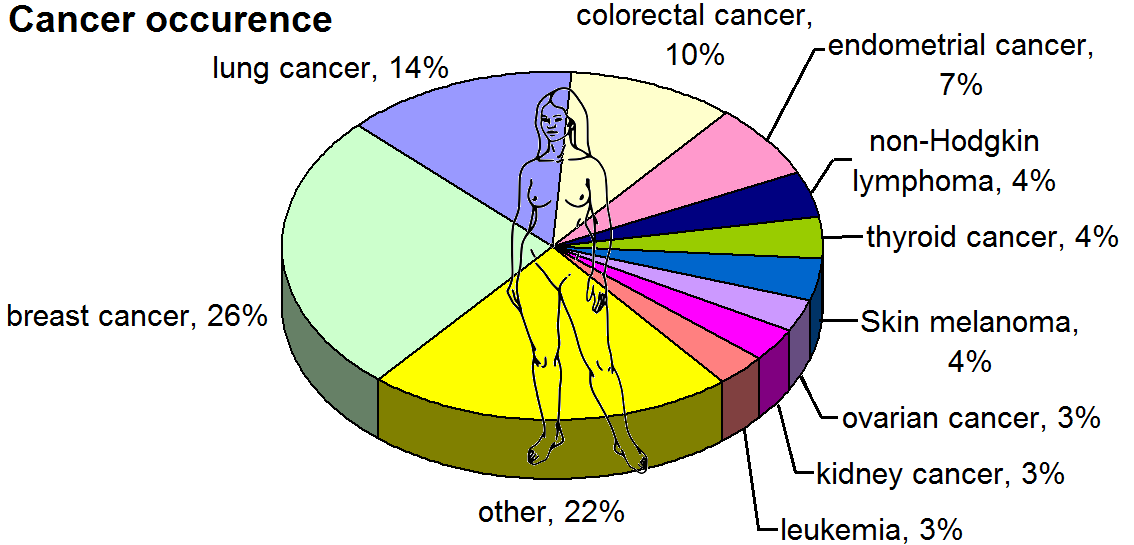
암발생비율(여성, 미국, 2008)

2004년의 10만 명마다 대장암에 의한 사망자수(연령표준화가 끝난 상태)
자료 없음
2.5 이하
2.5-5
5-7.5
7.5-10
10-12.5
12.5-15
15-17.5
17.5-20
20-22.5
22.5-25
25-27.5
27.5 이상

## 능숙한 일광화상과 대책
자외선에 노출되면 표피에 얼룩이나 메밀국수 앙금 등의 색소 침착을 조장해, 문제는 피할 수 없다. 그러나, 아무래도 밝은 다갈색에 피부를 굽고 싶은 경우는, 피부에 데미지를 주지 않게 주의한다. 피부에 부담을 주지 않는 일광화상의 방법으로서는 선번(염증)을 결코 일으키지 않는 것이다.

### 일광화상의 권장 이용 방법
태양광하에서는 최초로 자외선 차단제를 얼룩짐 없게 피부에 칠해, 선번(염증)을 일으키는 UVB를 컷 하면서 단계적으로 구워 간다. 해수욕 등에 간 첫날부터 장시간, 태양광하에서 굽는 것은 매우 위험하다. 개인차는 있지만 태양광선에의 저항력 즉, 관광성을 넘어 햇볕에 그을려서는 안 된다.
1. 오전 10시부터 오후 2시까지의 태양광선의 강한 시간대를 피한다.
2. 일광욕의 시간은 하루 당 합계로 3시간을 넘지 않는다.
3. 일광화상 직후는 피부가 건조한 상태이므로, 화장수나 유액 등에서 보습을 실시한다. 이것이 피부를 아름답게 굽는 중요한 요령이기도 하다.
4. 붉은 빛을 느낄 때는 차게 해 타올인 도데호윤을 억제해 소염 로션(카마인로션 등)을 바른다.

상기의 작업을 몇 일간의 사이 반복해, 날짜를 거치고, 어느 정도 피부의 색이 갈색에 변화하면 간신히 선 오일로 전환한다. 즉 선번을 막아, 피부를 급격한 염증으로 지키는 것으로 처음으로, 피부를 얼룩짐 없고 검게 굽는 것이 가능하게 된다.
자외선 차단제를 하지 않는 경우, 햇빛에 직접 맞는 장소와 옷 등에 덮인 장소로 타는 방법이 다르게 된다. 이러한 자취를 보는 것으로, 얼마나 해에 탔는지를 일광화상 후에 확인할 수 있다. 통상, 이러한 자취는 옷을 입었을 경우에 숨어 버리는 부위이므로 일상생활로는 문제는 되지 않는다. 그러나 선글래스나 스키 고글 등을 대고 있어 눈의 주위에 자취가 생겼을 경우에는, 외형상불모양으로 보이는 일이 있다.

### 선탠 살롱 사용의 경우
패션으로서 의도적으로 피부에 자외선을 퍼부어 검게 하는 것을 장사로 하는 선탠 살롱도 있다. 자외선에는 크고 A파·B파·C파로 알 수 있다. 이 안의 A파 B파가 크게 일광화상에 작용한다. B파 비율이 높은 자외선 램프를 극력 사용하지 않는 것이, 마을 없고 깨끗이 굽는 요령이며, 필요 이상의 B파는 검어지는 것과는 무관계하고 불필요하다(B파의 높은 램프는 가죽을 벗길 수 있거나 붉어지거나 최악의 경우, 피부암이 된다).
국제 암 연구 기관이 2009년에 간 발표로, UVA에도 UVB와 같이 발암성이 있는 것이 확인되었다.
상기의 일로부터도 자외선 차단제의 사용을 허가하지 않는 선탠 살롱의 경우(대부분의 점포에서, 효과 반감 다른 이유로 반입해 불가), 개인차는 있지만, 피부암이나 백내장의 발생위험을 각오 후에 이용해야 한다.
자외선은 UVA(장파장 자외선)는 눈감고 있어도, 검을 통과해, 수정체에 악영향이 있다고 생각되고 있기 때문에 해외의 썬탠 살롱에서는 보호 글래스(수영 고글에 형상이 가까운 것)의 착용이 상식이다.

### 요양치료
일광화상 후에 피부가 떠, 넘겨 오는 일이 있지만 무리하게는 벗기지 않게 한다. 자연스럽게 벗겨져 오면 약품이나 크림 등에서 피부의 손질을 실시한다. 일광화상의 뒤의 케어를 계속하는 것으로, 침착하고 있는 멜라닌 색소는 신진대사에 의해 때가 되어 벗겨져 떨어져 일광화상에 의한 얼룩이나 메밀국수 앙금은 서서히 얇아져, 이윽고 사라지게 된다.

## 일광화상과 인종
유색 인종과 백인의 피해를 받는 정도가 크게 다른데, 흑인보다는 중동계, 중동계보다는 동아시아계, 동아시아계보다는 유럽계의 백인이 크게 영향을 받는다. 백인은 문화적으로 햇볕에 그을린 피부를 유복한 인상으로 여기기 때문에, 일광화상의 위험이 가장 큰데로 불구하고 선탠 살롱에 다니거나 해변에서 햇볕에 그을리는 모습을 많이 볼 수 있다.
13개국의 400만명 이상의 암환자의 데이터를 이용한 2006년의 연구에서는 일조가 적은 나라에서의 특정의 암의 리스크의 현저한 증가가 나타나 그 외의 관련 연구에서도 비타민 D 농도와 암의 사이의 상관관계가 나타나고 있다. 이 저자는 매일 1,000IU(25μg)의 비타민 D의 추가 섭취는 사람의 대장암의 리스크를 50% 감소시켜, 유방암과 난소암의 리스크를 30% 감소시킨다고 시사하고 있다. 게다가 일조 부족하다고, 곱사병이나 동형의 계절성 정동장애에 이환하는 리스크가 높아진다. 이러한 일조 부족에 의하다고 생각되는 질환을 피해 건강을 유지하기 위해서, 고위도에 거주하는 백인은 일광욕을 좋아하는 경향에 있다고 생각할 수 있다.

## 같이 보기
- 열방사
- 화상
- 태양광
- 자외선
- 일광욕 - 선탠 살롱
- 자외선 차단제